# Visuele halfveldtaak
Een visuele halfveldtaak dient om te onderzoeken in welke mate de hersenhelften verschillen in visueel-zintuiglijke en/of cognitieve functies.

## Globale opzet

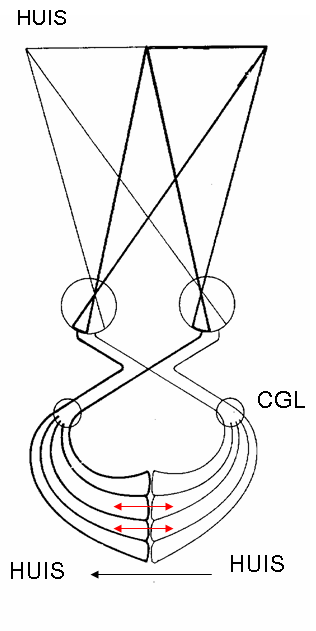
Voorbeeld van een visuele halfveldtaak: linkerveldstimulus (woord HUIS) projecteert naar de rechterhersenhelft. Het woord volgt daarna de lange route via de hersenbalk naar de linkerhersenhelft waar het verder wordt verwerkt. Het is echter ook mogelijk dat het in de rechterhersenhelft wordt verwerkt. De rode pijlen zijn zenuwbanen van de hersenbalk tussen de beide hemisferen. CGL= corpus geniculatum laterale

In deze taak wordt visuele informatie, zoals afbeeldingen van woorden of bepaalde voorwerpen in het rechter-, of linkergezichtsveld aangeboden (soms worden de afbeeldingen ook tegelijkertijd in beide velden aangeboden). De proefpersoon fixeert daarbij het midden van het gezichtsveld. De plaatjes worden voor korte tijd (niet langer dan 200 msec) aangeboden, om te vermijden dat men binnen de fixatieperiode oogsprongen maakt naar de aangeboden stimulus. De anatomie van het afferente visuele systeem is zodanig dat bij deze opzet het linkergezichtsveld via de rechterhelft van het netvlies van beide ogen projecteert naar het rechterdeel van de visuele cortex, terwijl het rechtergezichtsveld via de linkerhelft van het netvlies van beide ogen projecteert naar het linkerdeel van de visuele cortex (opmerking: in feite is deze scheiding van der gezichtsvelden al op het niveau van het corpus geniculatum laterale van de thalamus gerealiseerd)

## Taakcondities
In visuele halfveldtaken wordt meestal gebruikgemaakt van instructies die ervoor zorgen dat men de stimuli actief verwerkt. In verbale taken met woorden kan bijvoorbeeld de instructie luiden om bij een zelfstandig naamwoord zo snel mogelijk op de rechterknop, en bij een werkwoord op de linkerknop te drukken. Of men vraagt de proefersoon bij afbeeldingen van gelaatssexpressies aan te geven of het een blij of droevig gezicht betreft. Als nu bijvoorbeeld blijkt dat reacties op woordjes sneller of nauwkeuriger zijn als zij in het rechterveld worden aangeboden, pleit dit voor het idee dat de linkerhersenhelft deze stimuli efficiënter verwerkt dan de rechterhersenhelft.

## Interpretatie
Bij gezonde proefpersonen, waarbij sprake is van intacte verbindingen tussen beide hersenhelften via het corpus callosum (hersenbalk), kan het verschil in snelheid of accuratesse van reacties op plaatjes in het rechter- of linkerveld een gevolg zijn van twee verschillende factoren. Mogelijkheid 1: de woorden worden primair verwerkt in de (contralaterale of tegenovergestelde) hersenhelft, de hersenhelft dus waarnaar zij rechtstreeks projecteren. De slechtere prestatie voor woordjes in het linkerveld moet dan worden toegeschreven aan het feit dat de rechterhersenhelft 'slechter' is in het verwerken van verbale informatie dan de linkerhersenhelft. Mogelijkheid 2: de woorden worden primair verwerkt in de meest geschikte hersenhelft. In dit geval is dat de linkerhersenhelft, omdat daar immers de taalgebieden zijn gesitueerd. De slechtere prestatie van woorden in het linkerveld moet dan worden toegeschreven aan de langere route die deze informatie moet volgen om de goede (linker)hersenhelft te bereiken. De langere route houdt in dit geval in: van de rechterhersenhelft via de hersenbalk naar de linkerhersenhelft.

## Split-brainresultaten
Bij patiënten waarbij de vezels van de hersenbalk zijn doorgesneden, vervalt de langere route van mogelijkheid 2, hetgeen betekent de afbeeldingen primair worden verwerkt in de hersenhelft waarnaar zij rechtstreeks projecteren. Gebleken is dat deze patiënten niet in staat zijn woorden die in het linkergezichtsveld worden aangeboden na te zeggen, omdat deze informatie niet het spraakcentrum in de linkerhersenhelft kan bereiken. Als twee woorden tegelijk in linker- en rechtergezichtsveld worden aangeboden kunnen zij alleen de woorden van het rechtergezichtsveld rapporteren.